# محمد علي جعفري
اللواء محمد علي جعفري (بالفارسية: محمدعلی جعفری) (1957)المعروف ب (عزيز جعفري) أو (علي جعفري)، قائد سابق للحرس الثورة الإسلامية في الجمهورية الإسلامية الإيرانية. تم تعيينه من قبل المرشد الأعلى لثورة الإسلامیة في إيران، علي خامنئي، في 1 سبتمبر 2007، ليخلف اللواء يحيى رحيم صفوي وتم إقالته في 21 أبريل 2019 من منصبه ليخلفه اللواء حسين سلامي.

## حياته
ولد الفريق جعفري عام 1957م في مدينة يزد الإيرانية. وعلي جعفري. وأتمّ تعليمه الابتدائي والثانوي في نفس المدينة. التحق عام 1977م بجامعة طهران حيث درس الهندسة المعمارية، وباشر بدوره السياسي منذ ذلك الحين حيث شارك في الاحتجاجات المناهضة للشاه في طهران، واعتقل وارسل إلى السجن لذلك.
في بداية حرب الخليج الأولى شارك الفريق جعفري كمجند متطوع في قوات التعبئة العامة (البسيج). وفي عام 1981 م التحق رسمياً بالحرس الثوري. بعد الحرب عاد إلى الجامعة لإكمال تعليمه، وفي عام 1992م حصل على شهادة البكالوريوس منها.

## مشاركته في الحرب الإيرانية العراقية
في الحرب الإيرانية العراقية، قاد جعفري معسكر “غرب” و من ثم معسكر “نجف”. إلى جانب ذلك اشتغل بمناصب أخرى كقائد لواء “عاشورا” و مساعد الحرس في مدينة تستر وقائد معسكر القدس. في مشاركته في عمليتين كربلا 4 و5 اصيب بجروح، وهذه الحادثة سجلت له نقطة حساسة في ملفه الحربي.
قاد الفريق جعفري القوات البرية للحرس الثوري مدة 13 عاماً، وتم تعيينه في 1 ايلول/ سبتمبر 2007م قائداً للحرس الثوري الإيراني خلفاً للفريق يحيى رحيم صفوي الذي رفع إلى درجة معاون ومستشار لقائد الثورة الإسلامية في إيران.